# Lepthyphantes carlittensis
Lepthyphantes carlittensis este o specie de păianjeni din genul Lepthyphantes, familia Linyphiidae, descrisă de Denis în anul 1952.
Este endemică în Franța. Conform Catalogue of Life specia Lepthyphantes carlittensis nu are subspecii cunoscute.